# Solhat (rudbeckia)
 For alternative betydninger, se Solhat.
Slægten Solhat (Rudbeckia) har ca. 25 arter, som er udbredt i Nordamerika. Det er en-, to- eller flerårige, urteagtige planter, der danner jordstængler og i visse tilfælde også udløbere. Stænglerne er oprette og oftest forgrenede. Bladene sidder spredtstillet både i den grundstillede bladroset og op ad stænglerne. De er hele til fjersnitdelte med hel eller takket-tandet rand. Blomsterne er samlet i endestillede kurve. Randkronerne er sammenvoksede til tungeformede blomster, mens skivekronerne er rørformede og sidder samlet i en kompakt kegleform. Frugterne er nødder med en kort fnok.
| Beskrevne arter |

- Strålesolhat (Rudbeckia fulgida)
  - Skinnende solhat (Rudbeckia fulgida var. speciosa)
- Håret solhat (Rudbeckia hirta)
- Fliget solhat (Rudbeckia laciniata)
- Glanssolhat (Rudbeckia nitida)

| Andre arter |

| - Rudbeckia alpicola - Rudbeckia amplexicaulis - Rudbeckia auriculata - Rudbeckia californica - Rudbeckia glaucescens - Rudbeckia graminifolia - Rudbeckia grandiflora - Rudbeckia heliopsidis - Rudbeckia klamathensis - Rudbeckia maxima | - Rudbeckia missouriensis - Rudbeckia mohrii - Rudbeckia mollis - Rudbeckia montana - Rudbeckia occidentalis - Rudbeckia scabrifolia - Rudbeckia subtomentosa - Rudbeckia texana - Rudbeckia triloba |